# Breutelia robusta
Breutelia robusta är en bladmossart som först beskrevs av J. D. Hooker och William M. Wilson, och fick sitt nu gällande namn av Georg Friedrich von Jaeger 1875. Breutelia robusta ingår i släktet gullhårsmossor, klassen egentliga bladmossor, divisionen bladmossor och riket växter. Inga underarter finns listade i Catalogue of Life.